# Podarcis siculus paulae
Il drago di Santo Janni (Podarcis siculus paulae Lanza, Adriani & Romiti, 1971) è una sottospecie di Podarcis siculus presente unicamente sull'isola di Santo Janni di Maratea, in provincia di Potenza, sul mar Tirreno.

## Descrizione
La lucertola ha una colorazione bruno azzurro.

## Distribuzione e habitat
La lucertola vive confinata sugli anfratti rocciosi della parte centrale dell'isola di Santo Janni.